# Sint-Theobalduskapel (Turnhout)

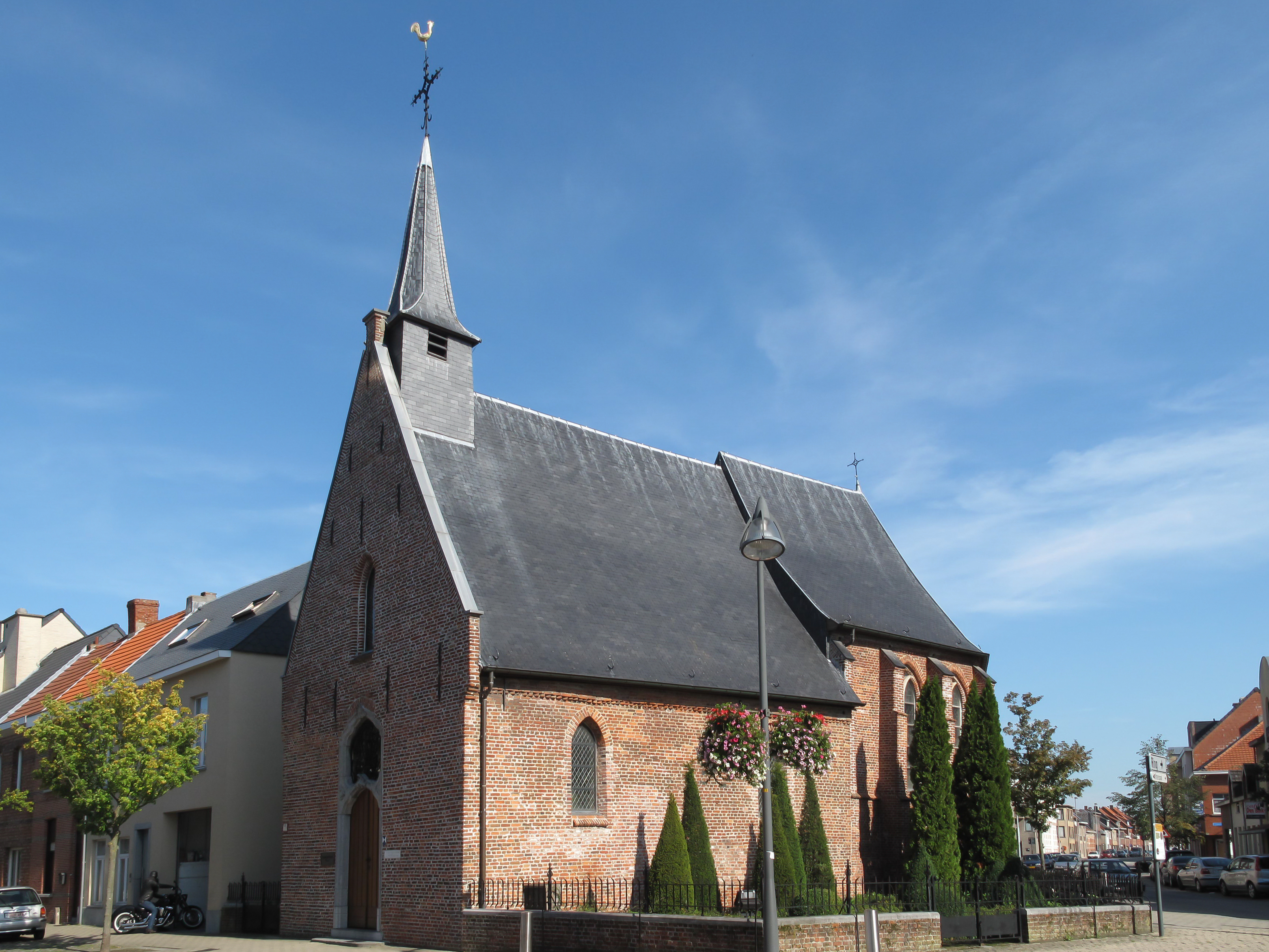

De Sint-Theobalduskapel is een kapel in de Belgische stad Turnhout. Ze werd in de 14de eeuw gebouwd en werd toegewijd aan de Heilige Theobaldus (Sint-Eeuwout). In de Theobalduskapel werd genezing van talrijke kinderkwalen afgesmeekt. Maar ook de 'Onze-Lieve-Vrouw van Bijstand' werd hier aangeroepen. Zij werd beschouwd als de redster van de stad tijdens de Slag bij Turnhout.
De architectuur van de kapel is een zaalkerkje met een laatgotisch schip dat in 1936 beschermd werd als monument. Vanaf juli 2009 is het beheer van de Theobalduskapel toevertrouwd aan De Scherf vzw. Na restauratie opende de vzw er in november 2009 het Theobaldus Kunsthuis .

## Afbeeldingen

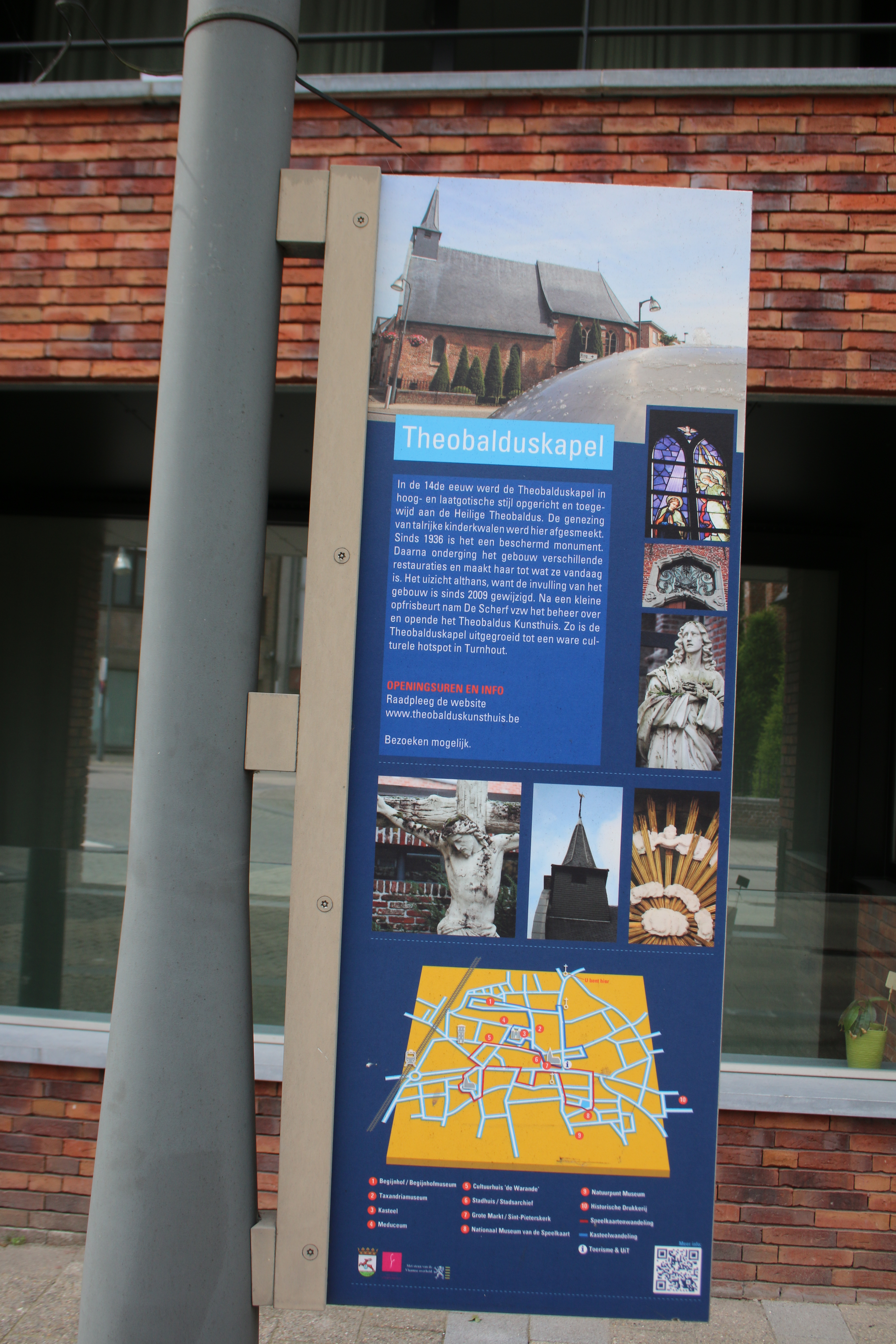
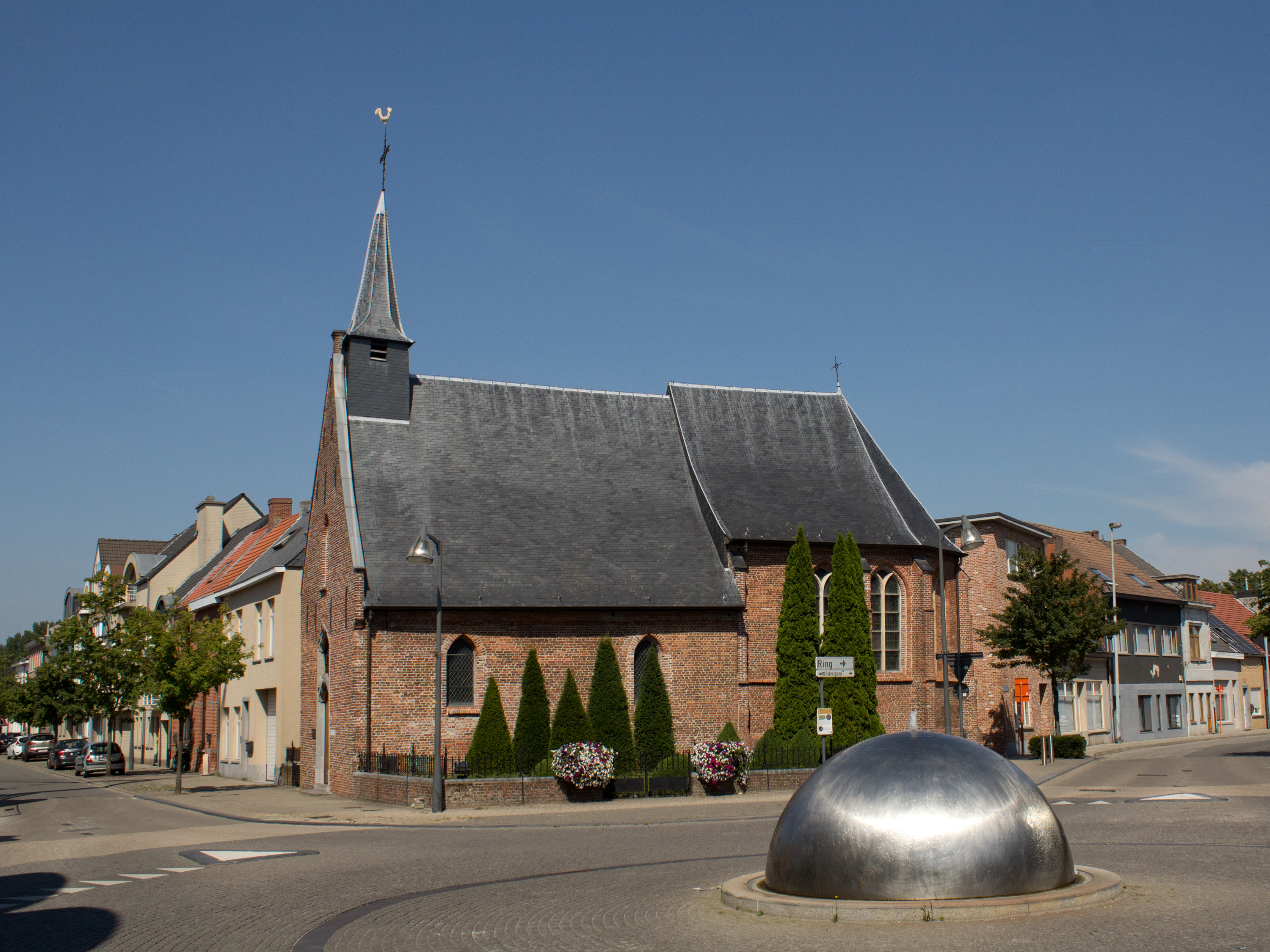
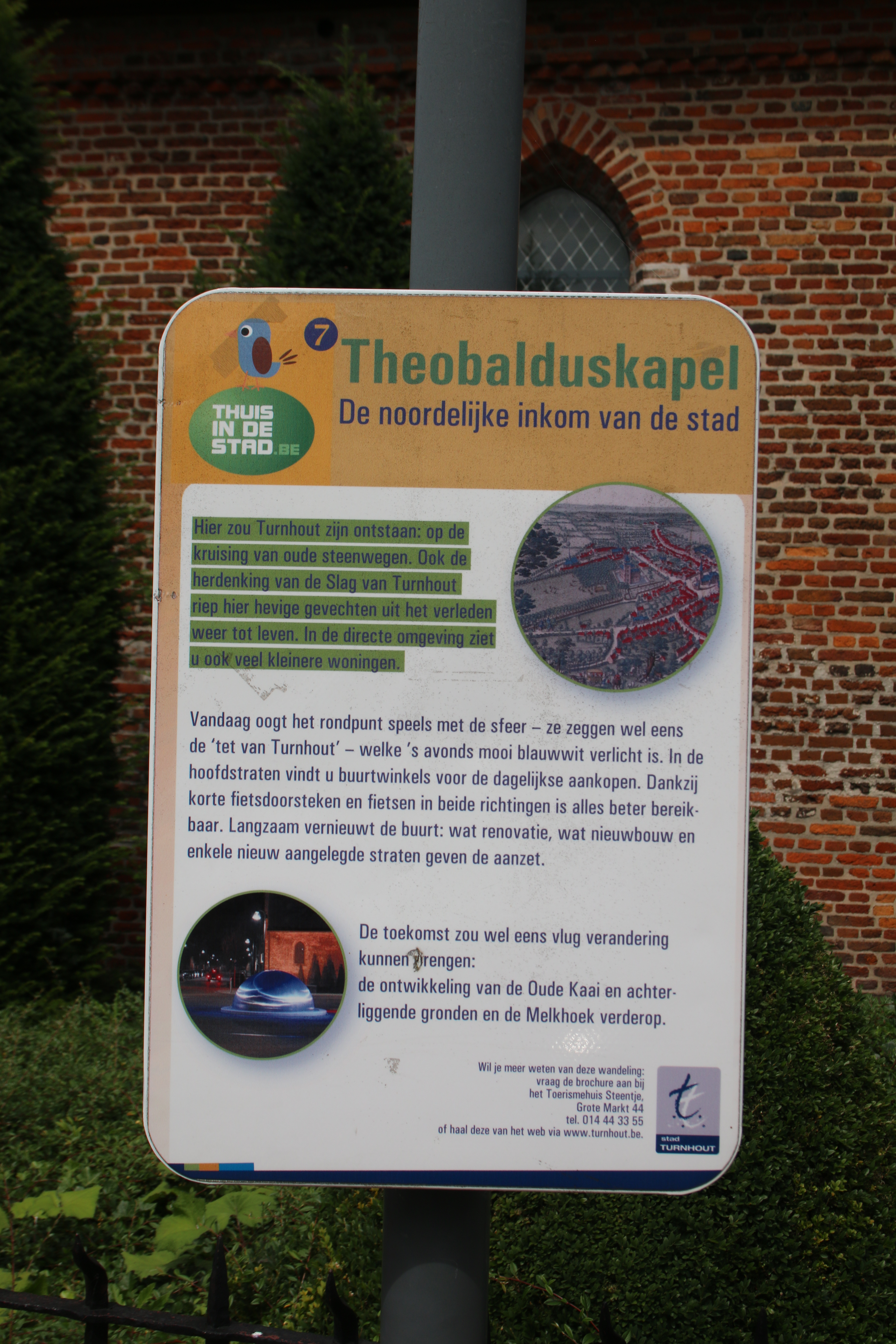